# 김남국
김남국(金南局, 1982년 10월 22일 ~ )은 대한민국의 변호사, 정치인이다. 당적은 무소속이다.

## 생애
1982년 전라남도 광주시에서 태어났다. 2008년에 중앙대학교 행정학과를 졸업했다. 전남대학교 법학전문대학원을 졸업한 후 제1회 변호사시험에 합격했다. 2009년에 일어난 노무현 전직 대통령의 죽음이 절대적인 검찰의 수사와 관련이 있다고 판단했다. 중앙대학교 공공인재학부 강사로 근무했고 법무법인 예율, 김남국 법률사무소 소속 변호사로 근무했다. 2012년부터 2015년까지 법무부 소년보호위원을 역임했으며 2014년부터 2016년까지 서울가정법원에서 국선보조인으로 근무했다. 《조국 백서》의 공동 저자로서 조국 사태 당시 조국 전 법무부 장관을 지지하는 입장으로 알려졌다.
2015년 1월 14일 더불어민주당에 입당했으며2020년 2월 18일에는 서울 강서구 갑 선거구 출마를 선언했고 국회의사당에서 열린 기자회견을 통해 정식으로 출마를 선언할 계획이었다. 하지만 김남국은 그 계획을 돌연 취소했는데 사람들은 그가 이전의 결정을 뒤집었다고 생각했다. 그러나 김남국은 자신의 페이스북에 출마 의사가 있음을 밝히는 글을 올리면서 "청년 세대에게 도전의 기회를 주어야 한다."고 호소했다. 서울 강서구 갑은 조국 전 법무부 장관에 비판적인 입장을 가진 금태섭 의원의 지역구였는데 김남국은 조국 전 법무부 장관을 지지하는 입장이었기 때문에 여러 신문에서는 두 사람의 경선 과정을 "친(親)조국 대 반(反)조국" 구도로 묘사했다. 금태섭 의원은 김남국 후보자가 공천 과정에서 탈락한 사실을 거론하면서 "더불어민주당이 조국 전 법무부 장관을 옹호하고 있다."고 비난했다. 그러자 김남국은 금태섭 의원이 선거에 나서지 말 것을 종용하고 있다는 반응을 보였다.
더불어민주당은 2월 21일에 김남국 후보를 공천 과정에서 배제하는 결정을 내렸다. 그럼에도 불구하고 금태섭 의원은 강선우에게 패배하여 "충격적인 결과"라는 평가를 받았다. 대신 김남국 후보는 경기 안산시 단원구 을 후보로 전략 공천받았다. 김남국은 2020년 4월 15일에 치러진 대한민국 제21대 국회의원 선거에서 미래통합당 박순자 후보에 3,653표 차로 승리하면서 당선되었으며 경기 김포시 을 선거구에서 당선된 박상혁 후보와 함께 법학전문대학원 출신 최초의 국회의원이 되었다. 2023년 5월 14일에 코인 투기 의혹이 불거지자 더불어민주당에서 탈당했고 2024년에 실시될 제22대 국회의원 선거 불출마를 선언했다.

## 논란
- 품위유지위반

박순자 미래통합당 경기 안산시 단원구 을 후보는 제21대 국회의원 선거 운동이 진행 중이던 2020년 4월 13일에 김남국 더불어민주당 후보가 2019년 1월부터 2월까지 방송된 성인 팟캐스트 《쓰리연고전》에서 출연하여 성적 은어, 성적 비하, 성희롱 발언에 동참한 사실을 문제삼았다. 이 녹취록에 따르면 그는 성적인 발언을 했지만 김남국 더불어민주당 후보는 문제의 발언을 직접 하지 않았다고 해명했다. 박순자 의원은 "김남국 후보 뿐만 아니라 더불어민주당 자체가 성 문제에서 제대로 된 정신이 없다."고 비난하면서 김남국 후보의 사퇴, 더불어민주당의 진심어린 사과를 촉구했다. 정의당도 강도 높은 비난 성명을 내고 사과를 촉구했다. 진중권 역시 김남국 후보를 n번방 사건과 연관시키면서 비난했다.
김남국 후보는 "나는 팟캐스트 진행자가 아니라 연애를 많이 한 적이 없는 게스트로 참석했을 뿐이다. 하지만 너무 무력하고 모욕적이어서 그만두었다."라고 해명했다. 또한 박순자 의원이 "자신에게 불리한 상황을 뒤집기 위해 김남국 후보와 관련된 논란을 n번방 사건과 연결시키고 네거티브 공세를 벌이고 있다."고 밝히면서 유감의 뜻을 전했다. 김남국 후보는 다음 날에 시민단체로부터 《정보통신망법》 위반 혐의로 고소당했으나 검찰은 2020년 6월 30일에 무혐의 처분을 내렸다.
- 재산축소신고

2020년 재산을 9,900,000,000원을 누락해서 신고하였다. 이후 불구속 기소되었다.

## 학력
- 1998년: 문흥중학교 졸업
- 2001년: 살레시오고등학교 졸업
- 2008년: 중앙대학교 사회과학대학 행정학과 학사[4][5]
- 2012년: 전남대학교 법학전문대학원 법학 전문석사[4][5]
- 2016년: 서울대학교 법과대학원 행정법 박사과정 수료[4][5]

## 경력
- 제1회 변호사시험 합격
- 중앙대학교 공공인재학부 강사
- 참여연대 민생희망본부 실행위원
- 새정치민주연합 비선실세국정농단진상조사단 조사위원
- 2017.04~2017.05: 제19대 대통령 선거 더불어민주당 문재인 대통령 후보 정책부대변인
- 더불어민주당 법률위원회 부위원장
- 더불어민주당 법률위원회 자문위원
- 2019.07: 서울지방변호사회 공수처 및 수사권 조정 TF팀 위원
- ~2020.05: 변호사김남국법률사무소
- 더불어민주당 을지로위원회 법률위원
- 더불어민주당 을지키는민생실천위원회 법률위원
- 2020년 4월 15일: 대한민국 제21대 국회의원 선거 당선(경기 안산시 단원구 을, 더불어민주당, 초선)
- 2020.05~2023.05: 더불어민주당 경기도당 안산시 단원구 을 지역위원회 위원장
- 2020.06~2020.08: 더불어민주당 전국 대의원대회준비위원회 위원
- 2020.07: 더불어민주당 미래전환 K-뉴딜위원회 그린뉴딜분과위원회 위원
- 2020.09: 더불어민주당 정치개혁TF 위원
- 2020.11: 더불어민주당 노동존중실천국회의원단 산업현장 중대재해 예방 및 기업 책임강화 TF 위원
- 2020.12~2023.05: 더불어민주당 검찰개혁특별위원회 위원
- 2021.05: 더불어민주당 미디어혁신특별위원회 위원
- 2022.02~2022.03: 제20대 대통령 선거 더불어민주당 이재명 대통령 후보 대한민국대전환 선거대책위원회 온라인소통단 단장
- 2022.02~2022.03: 제20대 대통령 선거 더불어민주당 이재명 대통령 후보 대한민국대전환 선거대책위원회 하이블루청소년위원회 정책고문
- 2022~2023: 더불어민주당 윤석열 정권 정치탄압 대책위원회
- 2022.09~2023.03: 더불어민주당 미래사무부총장→디지털전략사무부총장
- 2025.06~: 대통령비서실 국민디지털소통비서관

### 의정 활동
- 2020.05~2024.05: 제21대 국회의원(경기 안산시 단원구 을, 더불어민주당→무소속→더불어민주연합→더불어민주당, 초선)
  - 2020.06~2022.03: 제21대 국회 전반기 법제사법위원회 위원
  - 2021.04~2021.04: 제21대 국회 대법관(천대엽) 임명동의에 관한 인사청문특별위원회 위원
  - 2021.07~2021.10: 제21대 국회 전반기 예산결산특별위원회 위원
  - 2021.10~2021.11: 제21대 국회 감사원장(최재해) 임명동의에 관한 인사청문특별위원회 위원
  - 2022.03~2022.03: 제21대 국회 전반기 문화체육관광위원회 위원
  - 2022.03~2022.05: 제21대 국회 전반기 법제사법위원회 위원
  - 2022.07~2023.06: 제21대 국회 후반기 법제사법위원회 위원
  - 2023.06~2024.05: 제21대 국회 후반기 교육위원회 위원

## 역대 선거 결과
| 실시년도 | 선거   | 대수 | 직책     | 선거구                | 정당         | 득표수    | 득표율          | 순위 | 당락 | 비고 |
| -------- | ------ | ---- | -------- | --------------------- | ------------ | --------- | --------------- | ---- | ---- | ---- |
| 2020년   | 총선   | 21대 | 국회의원 | 경기 안산시 단원구 을 | 더불어민주당 | 42,150 표 | \| \| 51.32% \| | 1위  |      | 초선 |
|          | 51.32% |      |          |                       |              |           |                 |      |      |      |

## 소속 정당
| 소속 정당 | 소속 정당      | 소속 기간 | 비고      |
| --------- | -------------- | --------- | --------- |
|           | 새정치민주연합 | 2015      | 정계 입문 |
|           | 더불어민주당   | 2015~2023 | 합당      |
|           | 무소속         | 2023~2024 | 탈당      |
|           | 더불어민주연합 | 2024      | 입당      |
|           | 더불어민주당   | 2024~2025 | 합당      |
|           | 무소속         | 2025~현재 | 탈당      |

## 같이 보기
- 안산시 단원구 을
- 안산시 단원구의 국회의원